# Miss Intercontinental 2024
Miss Intercontinental 2024 fue la quincuagésima segunda (52.ª) edición del certamen Miss Intercontinental, correspondiente al año 2024; la cual se llevó a cabo el 6 de diciembre en Sharm el-Sheij, Egipto. Candidatas de 58 países y territorios autónomos compitieron por el título. Al final del evento, Chatnalin Chotjirawarachat, Miss Intercontinental 2023 de Tailandia, coronó a María del Mar Cepero Jiménez, de Puerto Rico, como su sucesora.

## Resultados
| Posiciones                 | Candidata |
| -------------------------- | --- |
| Miss Intercontinental 2024 | - Puerto Rico - María Cepero |
| Primera Finalista          | - Venezuela - Georgette Musrie |
| Segunda Finalista          | - Filipinas - Alyssa Redondo |
| Tercera Finalista          | - Vietnam - Bùi Khánh Linh |
| Cuarta Finalista           | - Alemania - Celina Weil |
| Quinta Finalista           | - Estados Unidos - Kenyatta Beazer |
| Sexta Finalista            | - Zimbabue - Amanda Peresu |
| Top 22                     | - Bélgica - Nell Joostens - Brasil - Maria Ahl - Camboya - Phorn SreyPii - Canadá - Marina Saleeb - Colombia - María José Vargas - Cuba - Rosangela Rizo - Gales - Mia Williams - Japón - Tamaki Mikan - Kenia - Linezy Zawadi - Moldavia - Daria Kochier - República Checa - Julie Smékalová - Rusia - Ekaterina Mineeva - Sri Lanka - Prathibha Liyanaarchchi - Tailandia - Arabella Gregory - Zambia - Adah Mushibi |

### Reinas Continentales
| Continente     | Candidata                          |
| -------------- | ---------------------------------- |
| África         | - Zimbabue - Amanda Peresu         |
| Asia y Oceanía | - Vietnam - Bùi Khánh Linh         |
| Europa         | - Alemania - Celina Weil           |
| Norteamérica   | - Estados Unidos - Kenyatta Beazer |
| Sudamérica     | - Venezuela - Georgette Musrie     |

## Premiaciones
| Premio                    | Candidata                             |
| ------------------------- | ------------------------------------- |
| Miss Simpatía             | - Malasia - Rieyka Lee                |
| Miss Fotogénica           | - Rusia - Ekaterina Mineeva           |
| Miss Popularidad          | - Inglaterra - Daniella Brant         |
| Mejor Traje Nacional      | - Malasia - Rieyka Lee                |
| Miss Power of Beauty      | - Filipinas - Alyssa Redondo          |
| Miss Elección del Público | - Puerto Rico - María Cepero          |
| Miss Sunrise Resorts      | - Moldavia - Daria Kochier            |
| Reina del Turismo         | - Sri Lanka - Prathibha Liyanaarchchi |

## Candidatas
58 candidatas compitieron por el título:
(En la tabla se utiliza su nombre completo, los sobrenombres van entrecomillados y los apellidos utilizados como nombre artístico, entre paréntesis; fuera de ella se utilizan sus nombres «artísticos» o simplificados).
| País/Territorio      | Candidata                         | Edad | Residencia       |
| -------------------- | --------------------------------- | ---- | ---------------- |
| Alemania             | Celina Weil                       | 23   | Rockenberg       |
| Australia            | Melany Wells                      | 25   | Trundle          |
| Bangladés            | Dil Afroz Hasan Dity              | 26   | Daca             |
| Bélgica              | Nell Joostens                     | 27   | Lint             |
| Brasil               | Maria Clara Ahl D’Alessandro      | 24   | Sabará           |
| Camboya              | Phorn SreyPii                     | 23   | Ta Khmau         |
| Canadá               | Marina Saleeb                     | 25   | Toronto          |
| Colombia             | María José Vargas Fierro          | 24   | Neiva            |
| Corea del Sur        | Seyoun Hong                       | 26   | Seúl             |
| Crimea               | Viktoria Vinogradova              | 19   | Simferópol       |
| Cuba                 | Rosangela Rizo                    | 26   | La Habana        |
| Egipto               | Haya Hamed                        | 28   | El Cairo         |
| Escocia              | Libby Fern Smith                  | 22   | Formby           |
| España               | Elsa Ordoñez del Casar            | 19   | Fuensalida       |
| Estados Unidos       | Kenyatta Michelle Beazer          | 27   | Baltimore        |
| Estonia              | Geili Meigas                      | 18   | Tartu            |
| Filipinas            | Alyssa Marie Dela Cruz Redondo    | 24   | Santa Rosa       |
| Finlandia            | Kukka Maria Halme                 | 26   | Tampere          |
| Francia              | Marion Hacquard                   | 25   | Vesoul           |
| Gales                | Mia Danielle Williams             | 18   | Swansea          |
| Georgia              | Ana Bakuridze                     | 22   | Batumi           |
| Ghana                | Caroline Carine Naa Nunoo         | 25   | Acra             |
| Grecia               | Ioanna Tsirigoti                  | 24   | Atenas           |
| Guadalupe            | Alexandra Gradel                  | 27   | Le Moule         |
| Guatemala            | Marian Herrera                    | 23   | Palín            |
| Haití                | Magdalena Alfina Delacruz         | 27   | Puerto Príncipe  |
| Hong Kong            | «Candice» Xiu Fang Yu             | 25   | Hong Kong        |
| Hungría              | Ramóna Molnár                     | 18   | Csengőd          |
| Inglaterra           | Daniella Brant                    | 27   | Witham           |
| Japón                | Tamaki Mikan                      | 23   | Ginowan          |
| Kenia                | Linezy Zawadi                     | 22   | Embu             |
| Malasia              | Rieyka Lee                        | 28   | Kuala Lumpur     |
| México               | Alejandra Garduño Fuentes         | 26   | Ciudad de México |
| Moldavia             | Daria Kochier (Ko)                | 29   | Chisináu         |
| Nepal                | Aayushnova Dhungana Chhetri       | 26   | Katmandú         |
| Nigeria              | Stephanie Nkechinyere Chukwuemeka | 25   | Port Harcourt    |
| Noruega              | Andrea Nesheim Farias             | 21   | Kristiansand     |
| Nueva Zelanda        | Sharlene Sharma                   | 26   | Auckland         |
| Países Bajos         | Lotte Berbers                     | 25   | Boxmeer          |
| Pakistán             | Wajiha Ihsan                      | 28   | Karachi          |
| Perú                 | Nadia Alejandra Herrera Quintana  | 29   | Ica              |
| Polonia              | Laura Brzezińska                  | 25   | Olecko           |
| Portugal             | Eva Cristina Rodrigues            | 26   | Oporto           |
| Puerto Rico          | María del Mar Cepero Jiménez      | 26   | Aibonito         |
| República Checa      | Julie Smékalová                   | 20   | Praga            |
| República Dominicana | Kelyali Infante-Cruz              | 25   | Santiago         |
| Rumania              | Andreea Monica Bradea             | 20   | Bucarest         |
| Rusia                | Ekaterina Mineeva                 | 22   | Novosibirsk      |
| Seychelles           | Sylvia Emma Rose                  | 25   | Victoria         |
| Sri Lanka            | Prathibha Sambodhi Liyanaarchchi  | 27   | Kelaniya         |
| Sudán del Sur        | Naila Sebit Ferensio Befo         | 27   | Yuba             |
| Suecia               | Michelle Celine Beatrice Eremar   | 25   | Laholm           |
| Suiza                | Alexandra Mehl                    | 26   | Basilea          |
| Tailandia            | Arabella Sitanan Gregory          | 21   | Phatthalung      |
| Venezuela            | Georgette Gabriela Musrie Efesia  | 23   | Maracay          |
| Vietnam              | Bùi Khánh Linh                    | 22   | Thanh Lâm        |
| Zambia               | Adah Mushibi                      | 25   | Lusaka           |
| Zimbabue             | Amanda Peresu Moyo                | 21   | Bulawayo         |

### Candidatas retiradas
- Austria - Sophie Seyfarth
- Camerún - Chi Lauretta
- India - Neha Mahesh Shinde
- Irán - Rojina Ghoreishi
- Mauricio - Enza Bonhomme
- Myanmar - Nwe Ni Win
- Ucrania - Natali Bilska

### Candidatas reemplazadas
- Corea del Sur - Baek Ye-jin fue reemplazada por Seyoun Hong.
- Suecia - Karin Sofia Sjöberg fue reemplazada por Michelle Celine Beatrice Eremar.

## Sobre los países en Miss Intercontinental 2024

### Naciones que regresan a la competencia
Compitió por última vez en 2009:
- Pakistán

Compitieron por última vez en 2017:
- Sudán del Sur
- Suiza

Compitió por última vez en 2019:
- Haití

Compitieron por última vez en 2021:
- Corea del Sur
- Guadalupe
- Guatemala

Compitieron por última vez en 2022:
- Australia
- Bélgica
- Camboya
- Francia
- Nepal
- Seychelles
- Zimbabue

### Naciones ausentes
Argentina,  Baréin,  Belice,  Camerún,  Costa Rica,  Dinamarca,  Ecuador,  El Salvador,  India,  Indonesia,  Italia,  Jamaica,  Macedonia del Norte,  Mauricio,  Myanmar,  Paraguay,  República Eslovaca,  Serbia,  Sierra Leona y  Sudáfrica no enviaron una candidata este año.